# Kanton La Mure
Der Kanton La Mure war bis 2015 ein französischer Wahlkreis im Arrondissement Grenoble, im Département Isère und in der Region Rhône-Alpes. Er umfasste 19 Gemeinden, Hauptort war La Mure. Vertreter im conseil général des Départements war zuletzt von 1998 bis 2015 Charles Galvin.

## Gemeinden
| Gemeinde                 | Einwohner Jahr | Fläche km² | Bevölkerungsdichte | Code INSEE | Postleitzahl |
| ------------------------ | -------------- | ---------- | ------------------ | ---------- | ------------ |
| Cholonge                 | 329 (2013)     | –          | – Einw./km²        | 38106      | 38220        |
| Cognet                   | 47 (2013)      | –          | – Einw./km²        | 38116      | 38350        |
| Marcieu                  | 77 (2013)      | –          | – Einw./km²        | 38217      | 38350        |
| Mayres-Savel             | 126 (2013)     | –          | – Einw./km²        | 38224      | 38350        |
| Monteynard               | 503 (2013)     | –          | – Einw./km²        | 38254      | 38770        |
| La Motte-d’Aveillans     | 1797 (2013)    | –          | – Einw./km²        | 38265      | 38350        |
| La Motte-Saint-Martin    | 416 (2013)     | –          | – Einw./km²        | 38266      | 38770        |
| La Mure                  | 5020 (2013)    | –          | – Einw./km²        | 38269      | 38350        |
| Nantes-en-Ratier         | 474 (2013)     | –          | – Einw./km²        | 38273      | 38350        |
| Notre-Dame-de-Vaulx      | 525 (2013)     | –          | – Einw./km²        | 38280      | 38144        |
| Pierre-Châtel            | 1482 (2013)    | –          | – Einw./km²        | 38304      | 38119        |
| Ponsonnas                | 268 (2013)     | –          | – Einw./km²        | 38313      | 38350        |
| Prunières                | 374 (2013)     | –          | – Einw./km²        | 38326      | 38350        |
| Saint-Arey               | 84 (2013)      | –          | – Einw./km²        | 38361      | 38350        |
| Saint-Honoré             | 806 (2013)     | –          | – Einw./km²        | 38396      | 38350        |
| Saint-Théoffrey          | 450 (2013)     | –          | – Einw./km²        | 38462      | 38119        |
| Sousville                | 143 (2013)     | –          | – Einw./km²        | 38497      | 38350        |
| Susville                 | 1352 (2013)    | –          | – Einw./km²        | 38499      | 38350        |
| Villard-Saint-Christophe | 412 (2013)     | –          | – Einw./km²        | 38552      | 38119        |